# Wehrmachthelferin

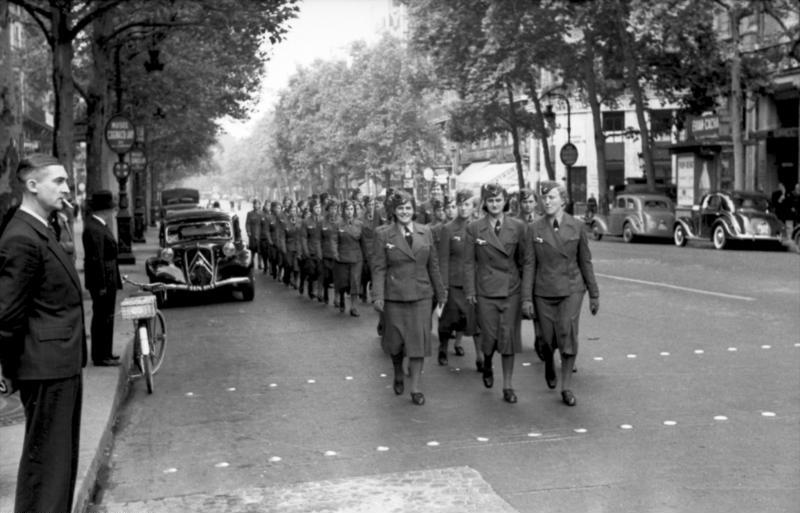
Wehrmachthelferinnen marcheren door het bezette Parijs (1940)

Wehrmachthelferin was de benaming voor vrouwen die tijdens de Tweede Wereldoorlog dienden bij de Duitse Wehrmacht. In de volksmond werden zij vaak aangeduid als blitzmädel of blitzmädchen.

## Achtergrond

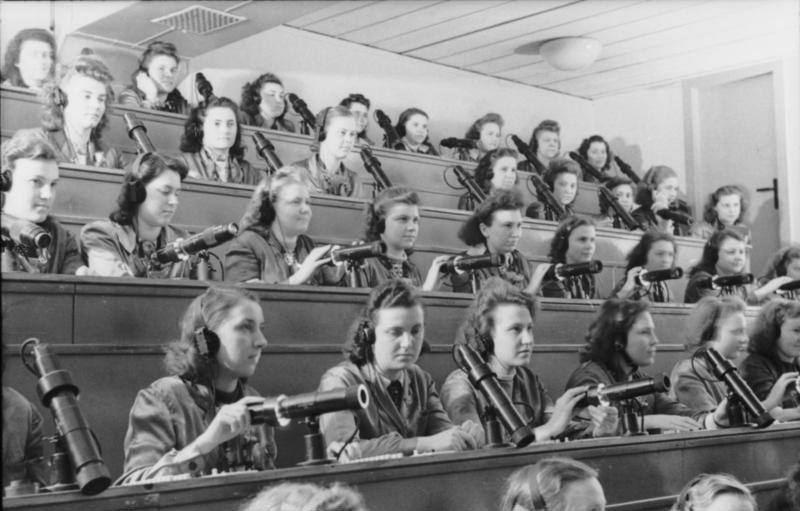
Wehrmachthelferinnen tijdens hun training

Meer dan een half miljoen Duitse vrouwen zijn tijdens en in aanloop naar de Tweede Wereldoorlog Wehrmachthelferin geweest. Ongeveer de helft meldde zich vrijwillig aan, een ander deel werd opgeroepen. Hun opleiding duurde maximaal 12 weken. Zij vervulden verschillende taken:
- Als telefonist, telegrafisten, radio-operators, stenotypisten, kantoorassistenten en boodschappers.
- Bij de weerdienst, luchtbescherming, luchtverkeersleiding en het afweergeschut. Zo werden Wehrmachthelferinnen ingezet voor de bediening van de FLAK en schijnwerpers.
- Als verpleegsters voor het Duitse Rode Kruis.

De Wehrmachthelferinnen waren hulptroepen, vielen onder de militaire bevelsstructuur en onder het krijgsrecht. Zij dienden niet alleen in Duitsland, maar ook in de veroverde gebieden, waaronder België en Nederland. Zij vulden vaak de arbeidsplaatsen op wanneer de mannen voor frontdienst werden opgeroepen.
Het aantal Wehrmachthelferinnen nam toe naarmate de oorlog vorderde. Zo bestond de luchtafweer van de Luftwaffe in augustus 1944 uit 660.000 mannen en 450.000 vrouwen. In 1945 kregen Flakhelferinnen handvuurwapens uitgedeeld ter zelfverdediging. Het is onbekend hoeveel vrouwen zijn gesneuveld of krijgsgevangen zijn gemaakt. Aan het einde van de oorlog bestonden sommige legereenheden geheel uit vrouwen.

## Bijnaam
Blitzmädel of blitzmädchen waren bijnamen voor de Wehrmachthelferinnen, soms op een denigrerende toon uitgesproken. De bijnamen dankten zij aan het bliksemsymbool (blitz betekent bliksem in het Duits) op hun uniformen.